# Shahdadkot
Shahdadkot – miasto w Pakistanie, w prowincji Sindh. W 2017 roku liczyło 118 935 mieszkańców.